# Kadoka
Kadoka és una població dels Estats Units a l'estat de Dakota del Sud. Segons el cens del 2000 tenia 706 habitants.

## Demografia
Segons el cens del 2000, Kadoka tenia 706 habitants, 293 habitatges, i 172 famílies. La densitat de població era de 118 habitants per km².
Dels 293 habitatges en un 29,4% hi vivien nens de menys de 18 anys, en un 48,8% hi vivien parelles casades, en un 9,6% dones solteres, i en un 41% no eren unitats familiars. En el 35,5% dels habitatges hi vivien persones soles el 20,1% de les quals corresponia a persones de 65 anys o més que vivien soles. El nombre mitjà de persones vivint en cada habitatge era de 2,33 i el nombre mitjà de persones que vivien en cada família era de 3,11.
Per edats la població es repartia de la següent manera: un 27,6% tenia menys de 18 anys, un 5,8% entre 18 i 24, un 21,4% entre 25 i 44, un 22,4% de 45 a 60 i un 22,8% 65 anys o més.
L'edat mediana era de 42 anys. Per cada 100 dones de 18 o més anys hi havia 80,6 homes.
La renda mediana per habitatge era de 26.875 $ i la renda mediana per família de 31.167 $. Els homes tenien una renda mediana de 26.818 $ mentre que les dones 18.750 $. La renda per capita de la població era de 13.758 $. Entorn del 10,5% de les famílies i el 13,8% de la població estaven per davall del llindar de pobresa.

## Poblacions més properes
El següent diagrama mostra les poblacions més properes.